# Unité urbaine de Saint-Jean-d'Angély
L'unité urbaine de Saint-Jean-d'Angély est une unité urbaine française centrée sur la ville de Saint-Jean-d'Angély, sous-préfecture de la Charente-Maritime et siège de Vals de Saintonge Communauté.

## Données globales
En 2020, les services de l'INSEE ont procédé à une révision des périmètres urbains des unités urbaines de la France ; celle de Saint-Jean-d'Angély est restée inchangée, soit trois communes urbaines comme en 2010.
En 2021, elle se situe au 8e rang des unités urbaines de la Charente-Maritime.
Cependant elle est la 5e  aire d'attraction 
des villes de la Charente-Maritime  en 2021.
En 2010, selon l'INSEE, l'unité urbaine de Saint-Jean-d'Angély est composée de trois communes, toutes situées en Charente-Maritime, dans l'arrondissement de Saint-Jean-d'Angély. L'Insee lui a attribué le code 17207.
En 2010, avec 8 860 habitants, elle constitue la 7e unité urbaine de Charente-Maritime se situant après l'unité urbaine de Marennes (6e rang départemental) mais devançant celle de Saujon (8e rang départemental).
En Poitou-Charentes où elle se situe, elle occupe le 16e rang régional tout juste après Marennes (15e rang régional) mais devançant l'unité urbaine de Mauléon (17e rang régional) selon le classement du recensement de 2010.
En 2010, sa densité de population s'élève à 268 hab/km², ce qui en fait une des unités urbaines les plus densément peuplées de Charente-Maritime.

## Délimitation de l'unité urbaine de 2020
En 2020, l'Insee a procédé à une révision des délimitations des unités urbaines en France ; Saint-Jean-d'Angély était jusqu'en 2010 une ville isolée. Depuis cette date, elle forme une unité urbaine multicommunale composée de trois communes urbaines. Ce périmètre urbain est demeuré inchangé en 2020.
Liste des communes appartenant à l'unité urbaine de Saint-Jean-d'Angély selon la délimitation  de 2020 et le recensement de 2021 (Liste établie par ordre alphabétique et avec en caractères gras la ville-centre)
| Commune                 | Superficie | Population 2007 | Densité de population 2007 | Population 2021 | Densité de population 2021 |
| ----------------------- | ---------- | --------------- | -------------------------- | --------------- | -------------------------- |
| Saint-Jean-d'Angély     | 18,78 km²  | 7 669           | 408 hab/km²                | 6 705           | 357 hab/km²                |
| Saint-Julien-de-l'Escap | 8,68 km²   | 859             | 99 hab/km²                 | 859             | 99 hab/km²                 |
| Ternant                 | 5,61 km²   | 332             | 59 hab/km²                 | 376             | 67 hab/km²                 |
| Unité urbaine           | 33,07 km²  | 8 869           | 268 hab/km²                | 7 940           | 250 hab/km²                |

## Évolution territoriale de l'unité urbaine de Saint-Jean-d'Angély depuis 1975
Jusqu'en 1999, la délimitation territoriale de l'unité urbaine de Saint-Jean-d'Angély se limitait à la seule commune urbaine de Saint-Jean-d'Angély qui constituait alors une ville isolée selon la nomenclature de l'Insee. En 1975, la ville rassemblait 9 642 habitants et occupait alors le 5e rang en Charente-Maritime avant La Tremblade et Marennes.
En 1999, formant toujours une ville isolée peuplée de 7 681 habitants, elle occupait le 6e rang des unités urbaines de la Charente-Maritime et toujours le 15e rang régional en Poitou-Charentes.
C'est en 2010 que les communes de Saint-Julien-de-l'Escap et de Ternant ont été incorporées à l'unité urbaine de Saint-Jean-d'Angély qui rassemble 8 689 habitants à cette date, occupant toujours la 6e place départementale en Charente-Maritime, après La Tremblade (11 023 habitants) mais tout juste devant Marennes (8 626 habitants).
Saint-Jean-d'Angély fait partie des villes du département de la Charente-Maritime qui affichent une perte démographique sévère et quasi continuelle entre 1975 et 1999. Ce n'est que depuis 2007 que cette ville redevient attractive bien que bénéficiant de l'extension spatiale de son unité urbaine, elle n'a toujours pas retrouvé son niveau de population de 1975 et de 1982.
La crise urbaine qui affecte cette agglomération, malgré le léger rebond démographique entre 1999 et 2007, n'a pas faibli. La ville de Saint-Jean-d'Angély est durablement en déclin. Elle continue de perdre des habitants au point que son agglomération est passée sous la barre des 8 000 habitants depuis 2020.

## Évolution démographique

### Évolution démographique à périmètre constant
| 1975  | 1982  | 1990  | 1999  | 2007  | 2014  | 2021  |
| ----- | ----- | ----- | ----- | ----- | ----- | ----- |
| 9 642 | 8 820 | 8 060 | 7 681 | 8 689 | 8 381 | 7 940 |

Histogramme

(élaboration graphique par Wikipédia)

### Évolution démographique selon le nouveau périmètre de 2020
| 1968   | 1975   | 1982  | 1990  | 1999  | 2010  | 2020  |
| ------ | ------ | ----- | ----- | ----- | ----- | ----- |
| 10 499 | 10 704 | 9 929 | 9 113 | 8 682 | 8 860 | 7 940 |

Histogramme

(élaboration graphique par Wikipédia)

## Sources et références
1. ↑  Composition de l'unité urbaine de Saint-Jean-d'Angély en 2020
2. ↑  Composition communale de l'unité urbaine de Saint-Jean-d'Angély selon le zonage de 2010
3. ↑  Code Insee de l'unité urbaine de Saint-Jean-d'Angély.
4. ↑  = Composition communale de l'unité urbaine de Saint-Jean-d'Angély selon le zonage de 2020